# Stade de l'Abbé-Deschamps
Stade de l'Abbé-Deschamps je nogometni stadion koji se nalazi u francuskom gradu Auxerreu te je dom istoimenog kluba AJ Auxerre. Otvoren je 13. listopada 1918. godine te ima kapacitet od 24.493 mjesta. Prvotno ime stadiona bilo je Stade de la Route de Vaux ali je promijenjeno 1949. godine u čast osnivača i predsjednika kluba, svećenika Ernesta-Théodorea Valentina Deschampsa. Stadion je jedan od rijetkih u Francuskoj koji je u vlasništvu kluba.

## Nogometne utakmice
Osim AJ Auxerrea, stadion je koristila i francuska nogometna reprezentacija za odigravanje nekoliko kvalifikacijskih utakmica.
| 6. rujna 1995. 20:45                                                                                    |      |             | |
| Francuska                                                                                               | 10:0 | Azerbajdžan | Stade de l'Abbe-Deschamps, Auxerre Utakmica: kvalifikacije za EURO 1996. Gledatelja: 13.479 Sudac: ??? |
| Desailly 13' Djorkaeff 17', 77' Guérin 32' Pedros 48' Lebœuf 53', 74' Dugarry 66' Zidane 71' Cocard 90' |      |             | Stade de l'Abbe-Deschamps, Auxerre Utakmica: kvalifikacije za EURO 1996. Gledatelja: 13.479 Sudac: ??? |

| 6. lipnja 2007. 21:00 |     |         | |
| Francuska             | 1:0 | Gruzija | Stade de l'Abbe-Deschamps, Auxerre Utakmica: kvalifikacije za EURO 2008. Gledatelja: 21.000 Sudac: Lucílio Batista (Portugal) |
| Nasri 33'             |     |         | Stade de l'Abbe-Deschamps, Auxerre Utakmica: kvalifikacije za EURO 2008. Gledatelja: 21.000 Sudac: Lucílio Batista (Portugal) |

## Vanjske poveznice
- Informacije o stadionu